# 三(三甲基硅基)膦
三(三甲基硅基)膦是一种有机磷化合物，化学式 P(SiMe3)3 (Me = 甲基)。它是一种无色液体，可自燃，会水解。

## 制备

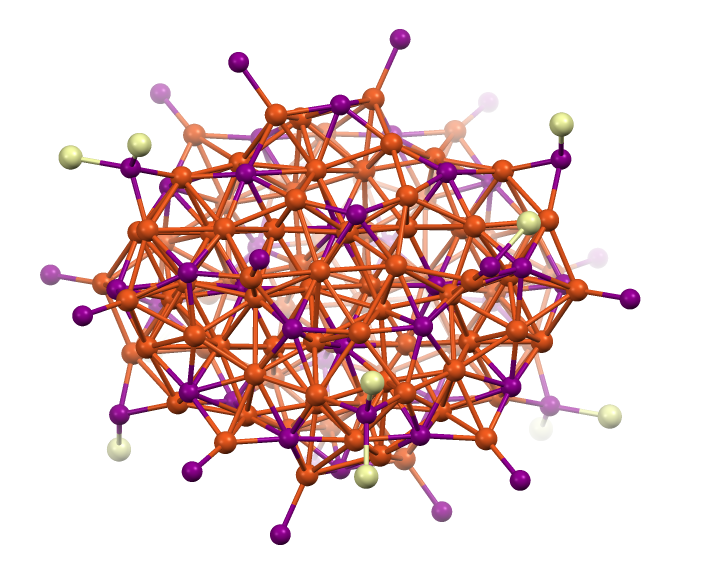
磷化铜簇合物 Cu_{96}P_{30}{P(SiMe_{3})_{2}}_{6}(PEt_{3})_{18}，其中C 和H 原子被省略（棕色：Cu、紫色：P、肉色：Si）。三(三甲基硅基)膦可用于引进磷化物配体。

三(三甲基硅基)膦可以由三甲基氯化硅、白磷和钠钾合金反应而成：
1/4 P4  +  3 Me3SiCl  +  3 K   →  P(SiMe3)3  +  3 KCl
其它方法也是已知的。

## 反应
三(三甲基硅基)膦水解成磷化氢：
P(SiMe3)3  +  3 H2O   →   PH3  +  3 HOSiMe3
酰氯和三(三甲基硅基)膦反应，产生磷杂乙炔化物，例如制备叔丁基磷杂乙炔。

以三(三甲基硅基)膦为原料合成磷杂炔烃。

它和叔丁醇钾反应，断掉一根 P-Si 键：
P(SiMe3)3  +  KO-t-Bu   →   KP(SiMe3)2  +  Me3SiO-t-Bu

## 危险性
三(三甲基硅基)膦在空气中自燃，所以要使用空气隔绝技术存放。